# 千歳大橋
千歳大橋（ちとせおおはし）は、新潟県新潟市中央区の信濃川に架かる国道116号・国道289号・新潟県道16号新潟亀田内野線の道路橋梁。

## 概要
新潟市の市街地に架かる全長291.7 mの4径間連続箱桁橋である。車道は片側2車線の計4車線で、両側に歩道を備える。歩道に設けられている踊り場には1947年（昭和22年）制定の「新潟県民歌」および、1969年（昭和44年）制定の新潟市民歌「砂浜で」のレリーフが設置されている。
信濃川の河口より道路橋としては数えて5番目に位置し、上流側には本川大橋が、下流側には昭和大橋がそれぞれ架かっている。
- 形式 - 4径間連続鋼箱桁橋
- 橋長 - 291.7 m
  - 最大支間長 - 76.0 m
- 幅員 - 12.5 m（1期・2期とも同じ）
  - 車道 - 8.25 m
  - 歩道 - 5.60 m

## 歴史
1970年代後半、新潟市の都市計画道路「小張木関屋線」の一部として市内中心部の交通の円滑化を図ること、さらに1985年（昭和60年）に移転予定だった新潟県庁舎周辺の交通路の確保を目的として建設が計画された。新潟市を事業主体として、1979年（昭和54年）に事業着手、総工費46億3000万円を掛けて1985年（昭和60年）5月21日に下流側2車線が暫定2車線で開通した。同日には、千歳大橋西詰から女池ICに至る区間も開通した。その後県道に昇格し、1994年（平成6年）4月に上流側2車線が完成した。
元々は新潟県道16号新潟亀田内野線の区間であったが、国道116号の経路指定変更に伴い、2008年（平成16年）4月1日より国道116号の区間となった。
- 1985年（昭和60年）5月21日 - 開通（暫定2車線）[3]
- 1994年（平成6年）4月 - 完成（4車線）
- 2008年（平成16年）4月1日 - 国道116号の区間となる[4]

## 交通量
- 1日あたりの自動車交通量：38,300台（2004年6月）

## その他
- 街路灯は、歩道部分に球体の装飾が施された物が使用されていたが、2016年（平成28年）3月にLEDの街路灯に交換された。